# إيمانويل نوفو
إيمانويل نوفو (26 أغسطس 1992 بفيلا دو كوندي في البرتغال - ) هو لاعب كرة قدم برتغالي في مركز حراسة المرمى يلعب حالياً مع نادي الجندل السعودي. لعب مع نادي فاماليساو ونادي جدة ونادي الرياض ونادي الترجي ونادي الجندل.

## روابط خارجية
- إيمانويل نوفو على موقع قاعدة بيانات كرة القدم.إي يو (الإنجليزية)
- إيمانويل نوفو على موقع Soccerway.com (الإنجليزية)
- إيمانويل نوفو على موقع AS.com (الإسبانية)